# Barrosoa
Barrosoa es un género de plantas perteneciente a la familia Asteraceae. Comprende 14 especies descritas y de estas solo 10 aceptadas.

## Descripción
Las plantas de este género solo tienen disco (sin rayos florales) y los pétalos son de color blanco, ligeramente amarillento blanco, rosa o morado (nunca de un completo color amarillo).

## Taxonomía
El género fue descrito por R.M.King & H.Rob. y publicado en Phytologia 21: 26. 1971.

## Especies aceptadas
A continuación se brinda un listado de las especies del género Barrosoa aceptadas hasta junio de 2012, ordenadas alfabéticamente. Para cada una se indica el nombre binomial seguido del autor, abreviado según las convenciones y usos.
- Barrosoa apiculata (Gardner) R.M.King & H.Rob.
- Barrosoa atlantica R.M.King & H.Rob.
- Barrosoa betonicifolia R.M.King & H.Rob.
- Barrosoa betoniciformis (DC.) R.M.King & H.Rob.
- Barrosoa confluentis (B.L.Rob.) R.M.King & H.Rob.
- Barrosoa grossedentata V.M.Badillo
- Barrosoa metensis (B.L.Rob.) R.M.King & H.Rob.
- Barrosoa organensis (Gardner) R.M.King & H.Rob.
- Barrosoa trianae (B.L.Rob.) R.M.King & H.Rob.
- Barrosoa viridiflora (Baker) R.M.King & H.Rob.